# James Atkinson (Bobfahrer)
James Neil Atkinson (* 10. Januar 1929 in DeLand, Florida; † 31. Juli 2010 in Black Mountain, North Carolina) war ein US-amerikanischer Bobfahrer.

## Biografie
James Atkinson gewann bei den Olympischen Spielen 1952 im Viererbob-Wettbewerb zusammen mit Patrick Martin, Howard Crossett und Pilot Stanley Benham die Silbermedaille. 
Des Weiteren wurde er 1950 Weltmeister im Vierbob und gewann ein Jahr später bei der Weltmeisterschaft in Alpe d’Huez Silber. 1948, 1951 und 1953 wurde er im Viererbob Nordamerikanischer- und Amateur-Athletic-Union-Meister.